# Opere di Carlo Ceresa

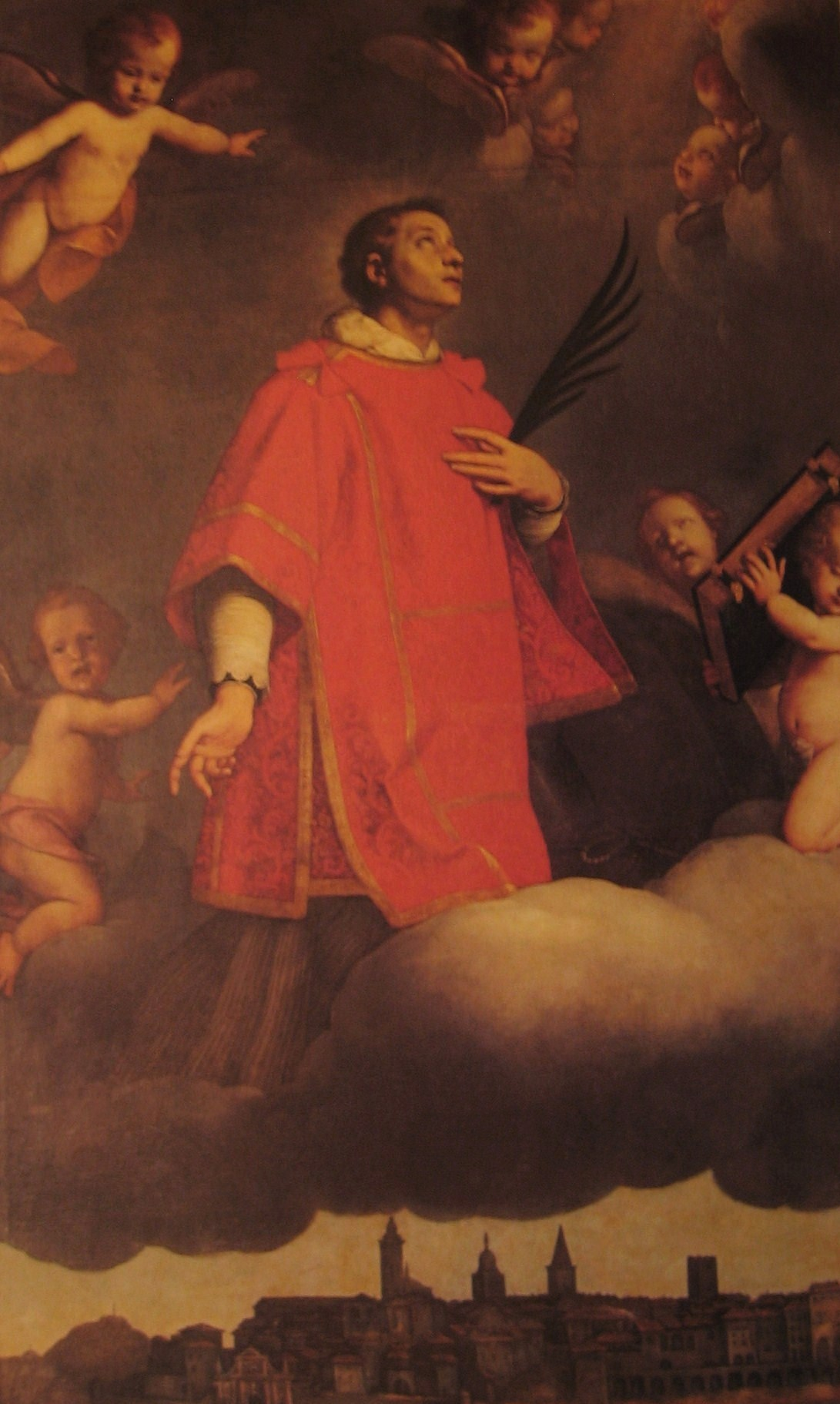
San Vincenzo in gloria - Duomo di Bergamo

L'artista eseguì circa 350 dipinti nelle chiese e abitazioni private di Bergamo e della sua provincia, compresi quelli eseguiti in collaborazione con i figli: Giuseppe che morì quattro anni dopo il genitore, e Antonio che morì pochi mesi dopo. Difficile distinguere le opere tra i tre presenti nella bottega. Vengono elencati quelli di maggior rilievo artistico.

## Elenco dei dipinti
- Redentore venerato da Maria Maddalena e da un disciplino olio su tela (235x135) chiesa del Cristo Re della frazione Comenduno di Albino;
- Guarigione miracolosa di Venturina de' Bonelli (400x270) olio su tela santuario della Madonna della Gamba;
- Santi Antonio da Padova, Nicola di Bari e altri (400x189) santuario della Madonna della Gamba;
- Madonna del rosario con santi Domenico, Caterina da Siena, e i misteri del rosari olio su tela sagomata (236x135) per la chiesa dei Santi Faustino e Giovita di Villa d'Almè;[2]
- Santi Maria Maddalena, Giovanni Evangelista (180x50) olio su tela chiesa di San Pietro di Alzano Lombardo;
- Sacra famiglia in gloria e angelo custode tra i santi Francesco d'Assisi e Carlo olio su tela (266x180) chiesa della Visitazione di Alzano Lombardo;
- Cristo in croce adorato dalla Maddalena olio su tela (200x138) chiesa di San Giorgio di Alzano Lombardo;
- Madonna del Rosario con i santi Domenico, Giovannino, Agata e Apollonia (250x220) chiesa di San Giorgio di Alzano Lombardo;
- Sant'Antonio da Padova col Bambino Gesù e Angioletti olio su tela (225x130) chiesa di San Giorgio di Alzano Lombardo;
- Visione di San Felice da Cantalice olio su tela (240x199,5) chiesa di San Giorgio di Alzano Lombardo;
- Adorazione dei pastori e Adorazione dei Magi olio su tela (190x122 cad) chiesa di San Giorgio di Alzano Lombardo;
- Ritratto di Bernardo Gritti olio su tela (114x100,5) Museo Rijlsmuseum di Amsterdam;
- Annunciazione e angelo custode con santi Stefano, Giorgio e il reverendo Giorgio Cacciamali olio su tela (230x160) chiesa di San Giorgio Ardesio;
- Martirio di sant'Erasmo olio su tela (113x80) chiesa di San Giacomo Maggiore di Averara;
- Ritratto di padre col figlioletto olio su tela (95x85) Auckland Art Gallery di Auckland Nuova Zelanda;
- Battesimo di Cristo col ritratto di Bernardo Lazzaroni olio su tela (220x160) chiesa di San Giacomo Apostolo di Averara;
- Ritratto di frate seduto davanti al crocifisso olio su tela (142x107) Accademia Carrara di Bergamo;
- Ritratto di Jacopo Tiraboschi olio su tela (109x91) Accademia Carrara,
- Giovanni Battista Benvenuti e Chiara Censi Benvenuti 1633 olio su tela (108x88 cad.) Accademia Carrara;
- Giovanni Antonio Bonomelli all'età di 12 anni' olio su tela (100x83) Accademia Carrara;
- Madonna in gloria con i santi Giuseppe, Francesco e Carlo Borromeo olio su tela (70x441) Accademia Carrara;
- San Bartolomeo in meditazione olio su tela (117x98) Accademia Carrara;
- Cavalieri di casa Marenzi olio su tela (114x191) Accademia Carrara;
- Santi Paolo e Giovanni Crisostomo olio su tela (110x95) museo vescovile di Beragmo;
- Ritratto del cavaliere Giovanni Paolo Pesenti, olio su tela (99x85) collezione privata;
- Madonna tra le nubi olio su tela (74x58) basilica di Santa Maria Maggiore di Bergamo;
- San Vincenzo in gloria protegge la città di Bergamo olio su tela (263x163) cappella di San Vincenzo duomo di Bergamo;
- San Francesco d'Assisi orante davanti al crocifisso e Sant'Antonio da Padova abbracciato a Gesù Bambino olio su tela (128x94 cad) sagrestia del duomo di Bergamo;
- Busto di Alessandro Vertova olio su tela (75x64) duomo di Bergamo;
- Sant'Andrea Avellino ha la visione della Madonna olio su tela (175x85) chiesa di Sant'Agata nel Carmine di Bergamo;
- Beata marchesa Ceresola in estasi olio su tela (02x75) chiesa dei Santi Bartolomeo e Stefano di Bergamo;
- Eterno padre benedicente olio su tela (86x75) chiesa della Beata Vergine della neve di Bergamo;
- Madonna in gloria con santi Francesco e Carlo Borromeo (327x194) chiesa di Santa Caterina di Bergamo;
- Cristo offre a santa Caterina da Siena due corone olio su tela (132x97) chiesa di Santa Caterina di Bergamo;
- Sant'Agostino vescovo e dottore olio su tela (54,5x44,5) monastero Matris Domini di Bergamo;
- Madonna in gloria con l'evangelista Giovanni venerata dai santi Sebastiano, Rocco e Francesco olio su tela (215x130) monastero di San Benedetto;
- Esequie di sant'Alessandro e Tentativo di trafugamento del corpo di sant'Alessandro olio su tela (148x72 cad.) chiesa di Santa Grata in Columnellis di Bergamo;
- Giovanni Battista Bonomelli all'età di 32 anni olio su tela (101x84) Bergamo;
- Sant'Antonio col Bambino Gesù olio su tela (90x74) chiesa di San Rocco di Bianzano;
- Cavalliere Lorenzo Ghirardelli olio su tela (112x100) Boston >Museum of Fine Art;
- Madonna in gloria con sane e angelo custode con san Carlo Borromeo, sant'Antonio abate e sant'Antonio da Padova olio su tela (270x190) chiesa di Sant'Andrea apostolo di Bracca;
- Madonna in gloria tra i santi Antonio da Padova, Bernardino, Andrea, Bartolomeo e Lorenzo olio su tela (200x195) chiesa di San Bartolomeo di Cornalba;
- Madonna in gloria tra i santi Pantaleone e Antonio da Padova, Maria Maddalena e disciplini olio su tela (238x167) chiesa di San Giovanni Battista di Brembilla;
- Cristo Crocifisso e santi Sebastiano, Rocco Francesco e Nicola da Tolentino. olio su tela (194x130) datato 1630 e firmato per la chiesa di Sant'Antonio Brembilla;
- Carlo Benaglio a figura intera collezione privata;
- Madonna Immacolata olio su tela (300x160) chiesa di San Lorenzo di Calolziocorte;
- Trinità olio su tela (125x100) a sinistra dell'abside della chiesa dell'Immacolata concezione della frazione Sopracornola di Calolziocorte;
- San Sebastiano tra santa Orsola e santa Lucia olio su tela (250x160) chiesa di San Giovanni Battista di Casnigo;
- Gloria di Ognissanti olio su tela (245x185) chiesa di San Pietro di Castelli Calepio;
- Sant'Antonio da Padova raccomanda le anime piangenti alla Maddalena olio su tela (125x136) chiesa di San Zenone a Cene;
- Madonna in gloria e i santi Nicola da Tolentino, Rocco, Carlo Borromeo e Sebastiano olio su tela (189x166) chiesa di San Lorenzo di Bergamo;
- Sant'Anna con la Vergine e Gesù Bambino, Cristo che incontra la Vergine sulla via di Damasco olio su tela (128x98 cad) casa parrocchiale di Leffe;
- Conte Galeazzo il Secco Suardo di Moasca di tre anni olio su tela (108x74) collezione privata Secco Suardo;
- Conte Galeazzo il Secco Suardo di Mosca olio su tela (201x114) collezione privata Secco Suardo;
- Visione di Sant'Antonio da Padova e angeli olio su tela (400x220) chiesa dei Santi Nazaro e Celso di Urgnano;
- Sant'Antonio da Padova che legge insieme al Bambino Gesù e l'offerente Giovanni Battista olio su tela (200x160) chiesa di San Giovanni Battista Madone;
- Nascita di Giovanni Battista olio su tela (200x160) chiesa di San Giovanni Battista di Madone;
- Cristo in croce con la Maddalena e due disciplini olio su tela (100x156) chiesa di San Michele di Mapello;
- Riposo in Egitto olio su tela (97x149) cappella dell'ospedale di Martinengo;
- Giovane dama con tre bambini olio su tela (190x103) collezione privata;
- Madonna del rosario con santi Pietro e Caterina d'ALessandria, santi Nicola e Antonio da Padova, santi Rocco e Sebastiano e i misteri del rosario olio su tela, 1660, Santuario di Sombreno cappella del rosari, Paladina frazione Sombreno;
- Pietà con santi Giovanni Evangelista e Maria Maddalena olio su tela (111x172) chiesa di San Martino di Nembro;
- San Gottardo, Madonna in gloria venerata da sant'Apollonia, san Nicola da Tolentino santa Lucia e due offerenti, Gregorio Barbarigo vescovo di Bergamo, olio su tela Chiesa di San Giovanni Evangelista di San Giovanni Bianco;
- Pietà con quattro santi e due donatori, San Giovanni Battista e san Carlo Borromeo, olio su tela chiesa dei Santi Filippo e Giacomo di San Giovanni Bianco;
- Natività della Vergine, Madonna del Carmelo olio su tela chiesa del Carmine di San Giovanni Bianco;
- Misteri del santo Rosario , San Girolamo invoca la Maddalena, Madonna invocata da san Filippo Neri e sant'Antonio da Padova, San Bartolomeo estatico, Sacra famiglia con san Giovannino per il santuario di San Girolamo Emiliani;
- Deposizione, olio su tela (88x69), chiesa di Sant'Andrea di Fino del Monte (BG), 1650 circa